# Lista siturilor arheologice din județul Neamț - V
Lista siturilor arheologice din județul Neamț - V conține toate siturile arheologice din județul Neamț înscrise în Repertoriul Arheologic Național (RAN) și aflate în localități al căror nume începe cu litera V. RAN este administrat de Ministerul Culturii și Patrimoniului Național și cuprinde date științifice, cartografice, topografice, imagini și planuri, precum și orice alte informații privitoare la zonele cu potențial arheologic, studiate sau nu, încă existente sau dispărute.
Puteți căuta un sit din localitățile care încep cu litera V folosind formularul de mai jos sau puteți naviga prin toate siturile din județ la Lista siturilor arheologice din județul Neamț.
| Cod RAN                                   | Denumire | Localitate                                            | Adresă          | Datare                       | Descoperit     | Coordonate                                   | Imagine           | Erori            |
| ----------------------------------------- | --- | ----------------------------------------------------- | --------------- | ---------------------------- | -------------- | -------------------------------------------- | ----------------- | ---------------- |
| 121590.03.01                              | Mormântul getic de la Vlădiceni-TârnaTâganului / ansamblu anonim (Categorie: descoperire funerară) (Tip: Mormânt)                        | sat Vlădiceni, comuna Bârgăuani                       | TârnaTâganului  | getică sec. V - VI a. Chr.   |                |                                              | Încărcați imagine | Raportați eroare |
| 120762.01.01 (Cod LMI: NT-I-m-B-10546.01) | Situl arheologic de la Văleni-La morișcă / ansamblu anonim (Categorie: locuire civilă) (Tip: Așezare)                                    | localitate componentă Văleni, municipiul Piatra-Neamț | La morișcă      | sec. VI - IX                 |                |                                              | Încărcați imagine | Raportați eroare |
| 120762.01.02 (Cod LMI: NT-I-m-B-10546.02) | Situl arheologic de la Văleni-La morișcă / ansamblu anonim (Categorie: locuire civilă) (Tip: Așezare)                                    | localitate componentă Văleni, municipiul Piatra-Neamț | La morișcă      | sec. II - III                |                |                                              | Încărcați imagine | Raportați eroare |
| 120762.01.03 (Cod LMI: NT-I-m-B-10546.03) | Situl arheologic de la Văleni-La morișcă / ansamblu anonim (Categorie: locuire civilă) (Tip: Necropolă)                                  | localitate componentă Văleni, municipiul Piatra-Neamț | La morișcă      | sec. II - III                |                |                                              | Încărcați imagine | Raportați eroare |
| 125025.01.01                              | Așezarea din epoca migrațiilor de la Vânători-Neamț / ansamblu anonim (Categorie: locuire civilă) (Tip: Așezare)                         | sat Vânători-Neamț, comuna Vânători-Neamț             | Glodeni         | sec. VI - VII                |                |                                              | Încărcați imagine | Raportați eroare |
| 125025.01.02                              | Așezarea din epoca migrațiilor de la Vânători-Neamț / ansamblu anonim (Categorie: locuire civilă) (Tip: Așezare)                         | sat Vânători-Neamț, comuna Vânători-Neamț             | Glodeni         | getică sec. III - II a. Chr. |                |                                              | Încărcați imagine | Raportați eroare |
| 120762.02.01                              | Așezarea preistorică de la Văleni - Cetățuia / ansamblu anonim (Categorie: așezare) (Tip: așezare)                                       | localitate componentă Văleni, municipiul Piatra-Neamț | Cetățuia        | Precucuteni                  | C. Matasă 1938 | 46°54′32″N 23°25′18″E / 46.90892°N 23.4217°E | Încărcați imagine | Raportați eroare |
| 120762.02.02                              | Așezarea preistorică de la Văleni - Cetățuia / ansamblu anonim (Categorie: așezare) (Tip: așezare)                                       | localitate componentă Văleni, municipiul Piatra-Neamț | Cetățuia        | Cucuteni - A și B            | C. Matasă 1938 | 46°54′32″N 23°25′18″E / 46.90892°N 23.4217°E | Încărcați imagine | Raportați eroare |
| 120762.02.03                              | Așezarea preistorică de la Văleni - Cetățuia / ansamblu anonim (Categorie: așezare) (Tip: așezare)                                       | localitate componentă Văleni, municipiul Piatra-Neamț | Cetățuia        | Costișa                      | C. Matasă 1938 | 46°54′32″N 23°25′18″E / 46.90892°N 23.4217°E | Încărcați imagine | Raportați eroare |
| 120762.02.04                              | Așezarea preistorică de la Văleni - Cetățuia / ansamblu anonim (Categorie: așezare)                                                      | localitate componentă Văleni, municipiul Piatra-Neamț | Cetățuia        | dacică                       | C. Matasă 1938 | 46°54′32″N 23°25′18″E / 46.90892°N 23.4217°E | Încărcați imagine | Raportați eroare |
| 121590.01.01 (Cod LMI: NT-I-s-B-10547)    | Necropola din epoca migrațiilor de la Vlădiceni - "Bîtca Vladiceni" / ansamblu anonim (Categorie: descoperire funerară) (Tip: Necropolă) | sat Vlădiceni, comuna Bârgăuani                       | Bîtca Vlădiceni | sec. V - VI                  |                | 46°57′N 26°39′E / 46.95°N 26.65°E            | Încărcați imagine | Raportați eroare |
| 121590.02.01 (Cod LMI: NT-I-m-B-10548.02) | Situl arheologic de la Vlădiceni - "La Cânechiște" / ansamblu anonim (Categorie: locuire civilă) (Tip: Așezare)                          | sat Vlădiceni, comuna Bârgăuani                       | La Cânechiște   | sec. II - III                |                | 46°57′00″N 26°41′00″E / 46.95°N 26.68333°E   | Încărcați imagine | Raportați eroare |
| 121590.02.02 (Cod LMI: NT-I-m-B-10548.01) | Situl arheologic de la Vlădiceni - "La Cânechiște" / ansamblu anonim (Categorie: locuire civilă) (Tip: Așezare)                          | sat Vlădiceni, comuna Bârgăuani                       | La Cânechiște   | sec. VI - VII                |                | 46°57′00″N 26°41′00″E / 46.95°N 26.68333°E   | Încărcați imagine | Raportați eroare |